# Gasteria baylissiana
Gasteria baylissiana ist eine Pflanzenart der Gattung Gasteria in der Unterfamilie der Affodillgewächse (Asphodeloideae).

## Beschreibung

### Vegetative Merkmale
Gasteria baylissiana wächst stammlos, ist niederliegend bis aufrecht und 0,5 bis 4 Zentimeter hoch. Sie ist selten einzeln, sprosst in der Regel von der Basis aus und bildet kleine, dichte Gruppen mit einem Durchmesser von bis zu 8 Zentimetern. Die aufrecht ausgebreiteten, häufig später spreizenden oder zurückgebogenen, bandförmigen Laubblätter sind zweizeilig am Trieb angeordnet. Die Blattspreite ist 2,5 bis 5,5 Zentimeter lang und 2 bis 2,3 Zentimeter breit. Die Epidermis ist dicht mit weißen knorpeligen, kuppelförmigen bis kugelförmigen Warzen bedeckt, die zusammenfließen und ein dichtes Netz bilden. Der Blattrand ist winzig gekerbt. Die Blattspitze ist stumpf gerundet, gestutzt oder abgerundet und trägt ein aufgesetztes Spitzchen. Junge Blätter sind bandförmig, warzig und leicht rau.

### Blütenstände und Blüten
Der aufrecht ausgebreitete Blütenstand ist eine Rispe und erreicht eine Länge von 8 bis 35 Zentimeter. Gelegentlich weist er ein Paar Seitenzweige auf. Die rosarote Blütenhülle ist 14 bis 16 Millimeter lang. Ihr bauchiger Teil erstreckt sich über zwei Drittel der Länge der Blütenhülle und weist einen Durchmesser von 6 bis 7,5 Millimeter auf. Darüber ist sie plötzlich zu einer weißen, grün gestreiften Röhre mit einem Durchmesser von 3 bis 4 Millimeter eingeschnürt. Der Griffel ragt nicht aus der Blütenhülle heraus.
Die Blütezeit ist das Frühjahr.

### Früchte und Samen
Die Früchte sind 14 bis 20 Millimeter lang. Sie enthalten 4 Millimeter lange und 3 Millimeter breite Samen.

## Systematik und Verbreitung
Gasteria baylissiana ist in der südafrikanischen Provinz Ostkap in Dickichten auf quarzitischem Sandstein verbreitet.
Die Erstbeschreibung durch Werner Rauh wurde 1977 veröffentlicht.

## Nachweise